# Атлантически тарпон
Megalops atlanticus е вид лъчеперка от семейство Megalopidae. Възникнал е преди около 11,62 млн. години по времето на периода неоген. Видът е уязвим и сериозно застрашен от изчезване.

## Разпространение и местообитание
Разпространен е в Американски Вирджински острови, Ангола, Ангуила, Антигуа и Барбуда, Барбадос, Бахамски острови, Белиз, Бенин, Бермудски острови, Бонер, Бразилия, Британски Вирджински острови, Венецуела, Габон, Гамбия, Гана, Гваделупа, Гватемала, Гвиана, Гвинея, Гвинея-Бисау, Гренада, Демократична република Конго, Доминика, Доминиканска република, Екваториална Гвинея, Ирландия, Кайманови острови, Камерун, Колумбия, Коста Рика, Кот д'Ивоар, Куба, Кюрасао, Либерия, Мавритания, Мартиника, Мексико, Монсерат, Намибия, Нигерия, Никарагуа, Панама, Португалия, Пуерто Рико, Саба, Сао Томе и Принсипи, САЩ, Свети Мартин, Сейнт Винсент и Гренадини, Сейнт Китс и Невис, Сейнт Лусия, Сен Естатиус, Сенегал, Сиера Леоне, Синт Мартен, Суринам, Того, Тринидад и Тобаго, Търкс и Кайкос, Френска Гвиана, Хаити, Хондурас и Ямайка.
Обитава сладководни и полусолени басейни, морета и рифове.

## Описание
На дължина достигат до 2,5 m, а теглото им е максимум 161 kg.
Продължителността им на живот е около 55 години. Популацията на вида е намаляваща.